# Frederikke av Württemberg
Frederikke av Württemberg, född 1699, död 1781, var en protestantisk abbedissa för Vallö stift i Danmark 1738–1743. 
Dotter till Frederik August av Württemberg-Neustadt och Albertine Sophie Esther av Eberstein. Hon var en vän till Danmarks drottning Sofia Magdalena av Brandenburg-Kulmbach, av vilken hon gynnades med orden L'union parfaite och utnämndes till abbedissa. Hon deltog vid det danska hovet, där hon gjorde sig mycket impopulär; hon ansågs vara mycket skarptungad och förargade bland andra Sophie Caroline av Brandenburg-Kulmbach. År 1743 lämnade hon, möjligen på grund av oppositionen mot henne, Danmark och bosatte sig i Neuenstadt am Kocher.